# Adrenaline Mob
Adrenaline Mob — американская грув-метал супергруппа из Centereach, Long Island, New York, основанная Майком Портным (экс-Dream Theater), Расселом Алленом (Symphony X), Ричи Уордом (Stuck Mojo), Майком Орландо и Полом Ди Лео в начале 2011 года.

## История
Группа была сформирована в начале 2011 года и впервые выступила 24 июня 2011 года в the Hiro Ballroom в Нью-Йорке, с басистом Полом Ди Лео (Fozzy) и ритм-гитаристом Ричем Уордом (Stuck Mojo/Fozzy). Они выпустили видео на YouTube — кавер-версию Black Sabbath «The Mob Rules» 27 июня 2011 года.
9 августа 2011 года группа выпустила свой дебютный мини-альбом «Adrenaline Mob EP». В канун нового года группа объявила о выпуске дебютного альбома Omertà, который вышел 13 марта 2012.
7 января Рич Уорд и Пол Ди Лео объявили об уходе в связи с конфликтами с их собственными группами. 8 февраля 2012 года Джон Мойер (Disturbed) стал новым бас-гитаристом группы. Он выступил с группой впервые 12 марта за день до выхода Omertà.
31 января 2013 года группа объявила о выпуске EP — кавер-версий песен под названием Covertá, который состоялся 12 марта 2013 года.
4 июня 2013 года Майк Портной объявил о том, что покидает группу из-за невозможности принимать участие во всех коллективах сразу. Он намеревается сосредоточиться на The Winery Dogs. 3 декабря 2013 новым ударником группы был объявлен Эй Джей Перо, участник американской хеви-метал группы Twisted Sister. 18 февраля 2014 года выходит второй студийный альбом Men Of Honor.
4 августа 2014 года Джон Мойер объявил, что в запланированном туре выступать не будет. На это группа ответила, что ищет нового бас-гитариста. Был выбран Эрик Леонхардт.
Новый EP Dearly Departed вышел 10 февраля 2015 года, как обычно это был кавер-альбом.
20 марта 2015 года Эй Джей Перо был найден мертвым в тур-автобусе. Вскрытие показало сердечный приступ, ему было 55 лет.
2 июня 2017 года выходит третий студийный альбом We the People, вдохновленный президентскими выборами. Также было объявлено о новом басисте Дэвиде «Dave Z» Заблидовски (Trans-Siberian Orchestra, Jeff Scott Soto band) и Джордане Канната.
14 июля 2017 года группа попала в серьёзную аварию во Флориде. Басист группы Дэвид Заблидовски погиб, шесть человек, в том числе и другие участники группы, получили серьёзные повреждения.

## Дискография
- Adrenaline Mob EP — 2011
- Omertà — 2012
- Covertá EP — 2013
- Men Of Honor — 2014
- Dearly Departed EP — 2015
- We the People — 2017

## Участники
Текущий состав
- Рассел Аллен — вокал (с 2011)
- Майк Орландо — ведущая гитара, бэк вокал (с 2011)
- Джордан Канната — ударные (с 2016)

Сессионно
- Чед Зелига (Chad Szeliga) — барабаны (с 2015 года)

Бывшие участники
- Ричи Уорд — ритм-гитара (2011—2012)
- Пол Ди Лео — бас-гитара (2011—2012)
- Майк Портной — ударные (2011—2013, гость на концерах в 2015 году)
- A. J. Pero — ударные (2013—2015; умер)
- Джон Мойер — бас-гитара (2012—2014)
- Эрик Леонхардт — бас-гитара (2014—2017)
- Дэвид Заблидовски — бас-гитара (2017—2017; погиб)